# Kaltenholzhausen
Kaltenholzhausen ist eine Ortsgemeinde im Rhein-Lahn-Kreis in Rheinland-Pfalz. Sie gehört der Verbandsgemeinde Aar-Einrich an.

## Geographie
Kaltenholzhausen liegt am Kaltenbach, einem rund sieben Kilometer langen Nebenbach der Aar.
Zu Kaltenholzhausen gehört auch der Wohnplatz Mecklenburger Hof.

## Geschichte
Kaltenholzhausen bildete sich aus den beiden Fronhöfen Caldenbach und Holzhausen. Der Hof Caldenbach wird erstmals in einer Urkunde von 790 erwähnt und befand sich an der Stelle der heutigen Kirchgasse. Der Hof Holzhausen befand sich in der Nähe der heutigen Motocrossanlage. Caldenbach wurde 1393 zerstört und fiel wüst. Darauf siedelten sich die Bewohner am Hof Holzhausen an. Später wurde die aufgegebene Siedlung mit dem neuen Namen „Kaltenholzhausen“ wieder in Besitz genommen.
Die Siedlung gehörte zur Zent Hahnstätten der Grafschaft Diez und machte dessen Besitzerwechsel mit. Ein eigener Heimberger für den Ort ist erstmals 1412 verbürgt. 1632 gab es eine eigene Schule. Neben Ackerbau wurde bis 1616 Weinbau und im geringen Maß auch der Abbau von Eisenerz betrieben.
Für 1526 sind 27 Haushalte verbürgt, für 1612 38 Haushalte und für 1715 125 Einwohner.
Seit 1806 gehörte der Ort zum Herzogtum Nassau, das 1866 von Preußen annektiert wurde. Seit 1946 ist der Ort Teil des Landes Rheinland-Pfalz.
Die Einwohnerschaft entwickelte sich im 19. und 20. Jahrhundert wie folgt: 1843: 443 Einwohner, 1927: 409 Einwohner, 1964: 445 Einwohner.

## Politik

### Gemeinderat
Der Gemeinderat in Kaltenholzhausen besteht aus zwölf Ratsmitgliedern, die bei der Kommunalwahl am 9. Juni 2024 in einer personalisierten Verhältniswahl gewählt wurden, und dem ehrenamtlichen Ortsbürgermeister als Vorsitzendem.
Die Sitzverteilung im Gemeinderat:
| Wahl | SPD | CDU | FWG | WGM | BLK | Gesamt   |
| ---- | --- | --- | --- | --- | --- | -------- |
| 2024 | 2   | –   | 5   | 5   | –   | 12 Sitze |
| 2019 | 1   | 4   | 5   | –   | 2   | 12 Sitze |
| 2014 | 3   | 4   | 5   | –   | –   | 12 Sitze |
| 2009 | 4   | 3   | 3   | –   | 2   | 12 Sitze |
| 2004 | 3   | 3   | 3   | –   | 3   | 12 Sitze |

- FWG = Freie Wählergemeinschaft Kaltenholzhausen e. V.
- WGM = Wählergruppe Müller
- BLK = Bürgerliste Kaltenholzhausen e. V.

### Bürgermeister
Frank Beerwerth wurde am 5. Januar 2023 Ortsbürgermeister von Kaltenholzhausen. Bei der Direktwahl am 4. Dezember 2022 war er mit einem Stimmenanteil von 74,10 % gewählt worden. Bei der Direktwahl am 9. Juni 2024 wurde er als einziger Bewerber mit 80,7 % für weitere fünf Jahre in seinem Amt bestätigt.
Beerwerths Vorgänger Christian Neeb hatte das Amt am 19. Juni 2019 übernommen. Bei der Direktwahl am 26. Mai 2019 war er mit einem Stimmenanteil von 73,61 % gewählt worden und damit Nachfolger von Roselinde Zimmermann (CDU). Anfang Mai 2022 kündigte Neeb an, sein Amt aus privaten und beruflichen Gründen vorzeitig zum 1. August 2022 niederzulegen. Eine zunächst für den 18. September 2022 angesetzte Neuwahl des Ortsbürgermeisters musste wegen eines Formfehlers abgesagt und für den 4. Dezember neu eingeleitet werden.

## Kultur und Sehenswürdigkeiten
Zu den Sehenswürdigkeiten des Ortes zählen die Evangelische Kirche, die Moto-Cross-Rennstrecke, die Tiefbrunnen der beiden Trinkwassergewinnungsanlagen für den Ort und das Rathaus der Ortsgemeinde, das an der Stelle des alten, aus dem Jahr 1825 stammenden Schulhauses errichtet wurde. Zuvor diente das Obergeschoss des 1829 errichteten Backhauses als Rathaussaal.
Auffällig für den recht kleinen Ort ist die große Zahl von sechs Laufbrunnen, die den Ort bis 1910, als eine Wasserleitung installiert wurde, mit Trinkwasser versorgten.
Eine Kapelle in Kaltenholzhausen ist für das Jahr 1364 verbürgt. 1895 wurde sie abgerissen und neben ihrem alten Standort eine neue Kirche errichtet. Orgel und Kanzel stammen aus der alten Kapelle.
1964 wurde eine neue Schule gebaut, die diesem Zweck aber nur kurz und fortan als Dorfgemeinschaftshaus diente.
Siehe auch: Liste der Kulturdenkmäler in Kaltenholzhausen

## Bilder

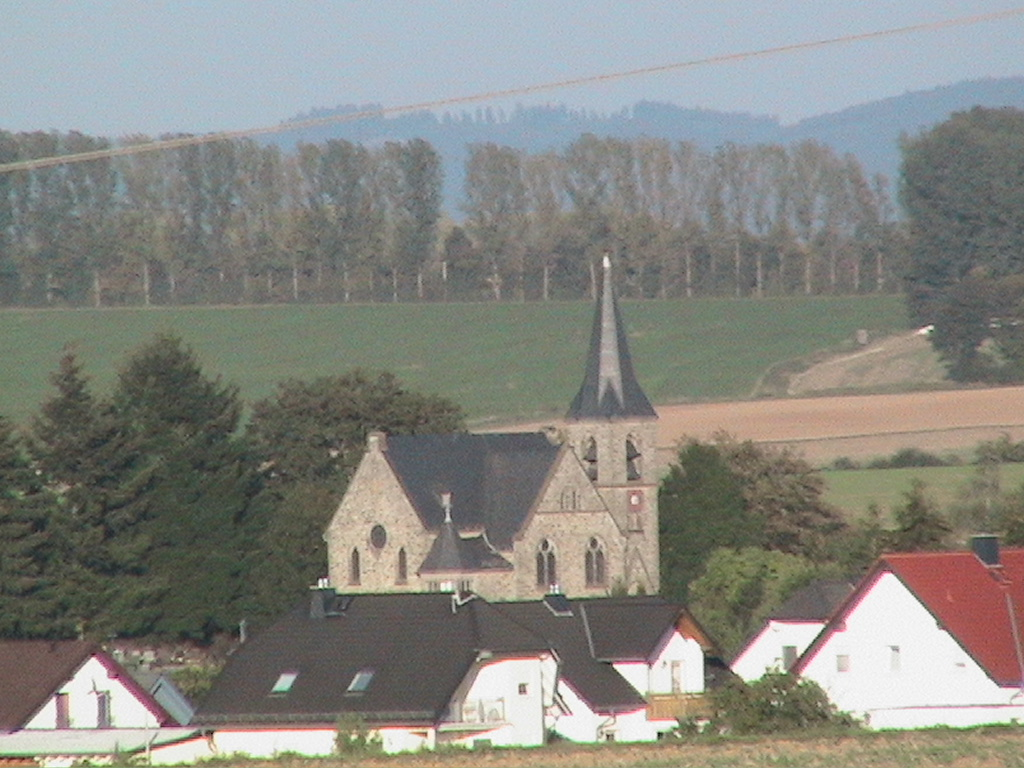
Evangelische Kirche
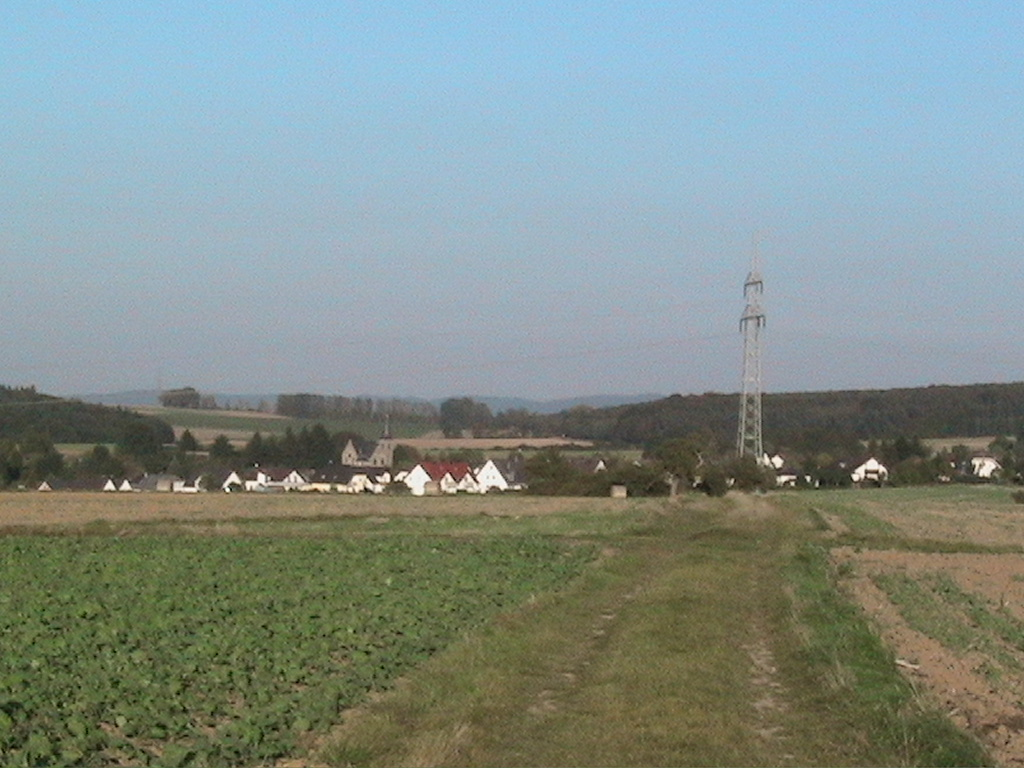
Kaltenholzhausen
Moto-Cross-Rennstrecke
Tiefbrunnen einer der beiden Trinkwassergewinnungsanlagen für den Ort
Kreisel/Bushaltestelle
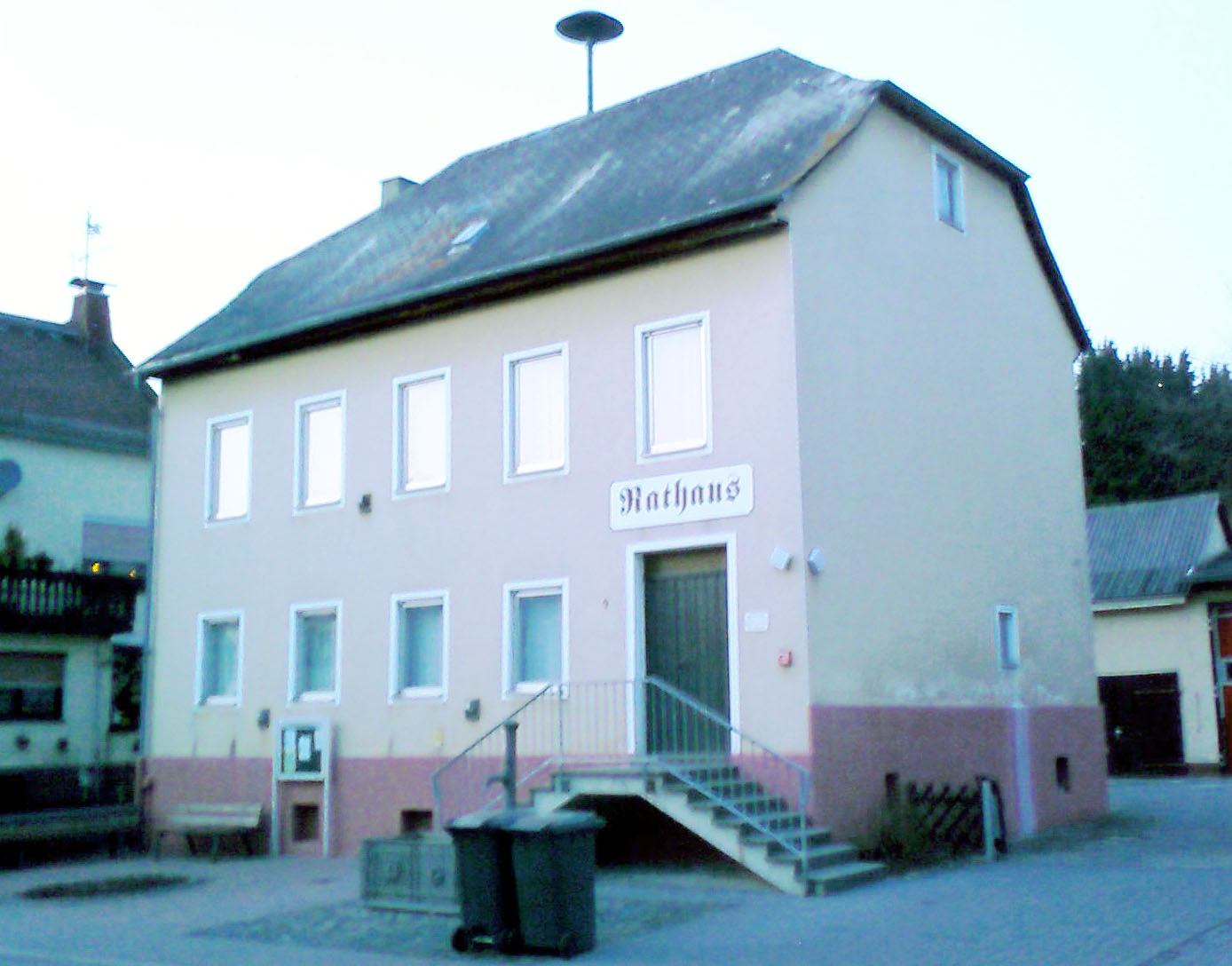
Rathaus der Ortsgemeinde Kaltenholzhausen